# 32e division de cavalerie
Pour les articles homonymes, voir 32e division.
La 32e division de cavalerie (russe : 32-я кавалерийская дивизия) est une formation de cavalerie soviétique de la Seconde Guerre mondiale.

## Historique

### Formation
La 32e division de cavalerie est créée en 1938 dans le district militaire de Kiev à partir de la 1re division de cavalerie rouge cosaque de Zaporijjia (ru).
La division participe à l'invasion de la Pologne en septembre 1939 au sein du 4e corps de cavalerie du front ukrainien.

### Seconde Guerre mondiale
Affectée au 9e corps de fusiliers en Crimée, la division est en entraînement amphibie avant le début de la guerre. Le 10 juillet 1941, la division part pour Gomel, laissant derrière elle son régiment de chars, et est affectée à la 21e armée. Le commandant de division prend le commandement de l'un des premiers groupes de cavalerie de la guerre, le groupe de cavalerie Batskelevitch (en). En juillet et août 1941, le groupe et la division attaquent les zones arrière et les flancs de la 2e armée allemande et du 2e groupe de Panzer au sud de Smolensk. Au cours de ce raid, la division mène avec succès une charge de cavalerie au sabre lorsqu'elle prend par surprise une unité de soutien allemande.
En octobre-novembre 1941, le groupe et la division opèrent le long des flancs de l'attaque allemande vers Toula. En décembre 1941, la division est affectée au 5e corps de cavalerie en décembre 1941 avant que le corps ne soit renommé 3e corps de cavalerie de la Garde le 26 décembre 1941.
La division reste affectée au 3e corps de cavalerie de la Garde pour le reste de la guerre. Le 10 novembre 1942, la division absorbe les restes de la 47e division de cavalerie pour combler ses pertes. Au début de 1943, la division passe aux nouveaux standards de cavalerie. La division reçoit le 207e régiment de chars en juin 1943. La division reçoit le titre honorifique de Smolenskaïa le 25 septembre 1943.
Elle est décorée de l'ordre du Drapeau rouge le 25 juin 1944 et de l'ordre de Souvorov, 2e classe, le 5 avril 1945.
La division est dissoute à l'été 1945.

## Composition
De 1941 à 1945 :
- 65e régiment de cavalerie
- 86e régiment de cavalerie
- 121e régiment de cavalerie
- 153e régiment de cavalerie (jusqu'au 1er septembre 1941)
- 197e régiment de cavalerie (à partir du 1er juin 1942)
- 18e régiment de chars (jusqu'au 20 juillet 1941)
- 207e régiment de chars (à partir du 17 août 1943)
- 1679e régiment d'artillerie et de mortiers
  - remplace les 34e et 40e groupes (divizions) d'artillerie à cheval
- 534e groupe (divizion) de défense antiaérienne (PVO)
  - remplace la 78e batterie de défense antiaérienne
- 40e parc d'artillerie
- 27e escadron de sapeurs (jusqu'au 20 juillet 1941)
- 5e escadron de sapeurs (à partir du 20 mars 1943)
- 4e escadron de communications
- 25e escadron médical
- 32e escadron de défense chimique
- 27e de transport alimentaire
- 260e hôpital vétérinaire divisionnaire
- 680e bureau de poste de campagne
- 582e caisse de campagne de la Gosbank